# Karin Larsen
Karin Larsen (New Westminster, 25 de septiembre de 1963) es una deportista canadiense que compitió en natación sincronizada. Ganó una medalla de oro en el Campeonato Mundial de Natación de 1986, en la prueba de equipo.

## Palmarés internacional
| Campeonato Mundial | Campeonato Mundial | Campeonato Mundial | Campeonato Mundial |
| Año                | Lugar              | Medalla            | Prueba             |
| ------------------ | ------------------ | ------------------ | ------------------ |
| 1986               | Madrid (España)    | Medalla de oro     | Equipo             |